# Бюдинген
Бюдинген (на немски: Büdingen) е град в територията Рейн-Майн в район Ветерау, окръг Дармщат, Хесен, Германия с 21 014 жители (към 31 декември 2012).
Намира се на 35 km североизточно от Франкфурт на Майн.
- Дворец Бюдинген
- Дворец Бюдинген
- Дворец „Wilden Stein“